# Поляк, Борис Львович
Бори́с Льво́вич По́ляк (26 июля 1899, Добрянка Могилёвской губернии — 1971, Ленинград) — советский офтальмолог, доктор медицинских наук (1940), профессор. Генерал-майор медицинской службы. Один из основоположников военно-полевой офтальмологии в СССР.

## Биография
Родился в семье ремесленника. Окончил Военно-медицинскую академию (1922). С 1934 — преподаватель, затем старший преподаватель, в 1942—1967 — руководитель кафедры офтальмологии ВМА.
В период Великой Отечественной войны был фронтовым офтальмологом на Северном, Прибалтийском и Ленинградском фронтах.
В период с 1951 по 1967 был председателем офтальмологической подсекции ученого медицинского совета при начальнике Главного военно-медицинского управления, главным офтальмологом МО СССР, в 1942—1944 — председатель Самаркандского офтальмологического общества, с 1932 — член правления Всесоюзного общества глазных врачей, в 1964—1968 — председатель правления Ленинградского офтальмологического общества
В 1957—1971 — член редакционного совета журнала «Вестник офтальмологии».
Похоронен на Богословском кладбище Санкт-Петербурга.

## Научные труды
Автор более 200 научных работ, в том числе:
- «Таблицы и оптотипы для исследования симуляции пониженного зрения» (1943),
- «Контрольные таблицы для исследования остроты зрения» (1954),
- «Войсковой набор очковых стекол» (1941)
- «Основы военно-полевой офтальмологии»
- «Военно-полевая офтальмология» (1953)
- «Указаниях по военно-полевой офтальмологии» (1959)